# Вероника Картрайт
Вероника Картрайт (на английски: Veronica Cartwright) е американска актриса от английски произход. 

## Биография
Тя е родена на 20 април 1949 година в Бристъл, но малко по-късно семейството ѝ се установява в Лос Анджелис. Започва актьорската си кариера в детска възраст, като от 1958 година играе в множество телевизионни и кинофилми, сред които „Птиците“ („The Birds“, 1963) и „Пришълецът“ („Alien“, 1979).

## Избрана филмография
| Година | Филм               | Оригинално заглавие     | Роля         | Режисьор      |
| ------ | ------------------ | ----------------------- | ------------ | ------------- |
| 1963   | Птиците            | The Birds               | Кати Бренър  | Алфред Хичкок |
| 1978   | Пътуване на юг     | Goin' South             | Хермине      | Джак Никълсън |
| 1979   | Пришълецът         | Alien                   | Ламбърт      | Ридли Скот    |
| 1987   | Вещиците от Истуик | The Witches of Eastwick | Фелиша Олдън | Джордж Милър  |
| 1994   | Скорост            | Speed                   | Дама с чанта | Ян де Бонт    |
| 2004   | Кинси              | Kinsey                  | Сара Кинси   | Бил Кондън    |